# Джес Харнел
Джес Харнел (на английски: Jess Harnell) е американски озвучаващ актьор и певец. Сред ролите му в озвучаването са Уако в „Аниманиаци“, Джери в „Големите шпионки“ (в първи и втори сезон), Капитан Герой в „Събрани заедно“, Айрънхайд в поредицата филми „Трансформърс“, Чили в „Док Макплюшинс“, Седрик в „София Първа“ и други.

## Ранен живот
Той е син на Алис Харнел и покойният джаз композитор Джо Харнел.

## Музикална кариера
Харнел е вокалист на рокгрупата „Рок Шугър“.